# Abdelkrim Mohammed Derkaoui
Mohamed Abdelkrim Derkaoui (àrab: عبد الكريم الدرقاوي, ʿAbd al-Karīm ad-Darqāwī) (Oujda, 29 de març de 1945) és un director de cinema, director de fotografia i productor marroquí.

## Biografia
Derkaoui va assistir a l'Escola Nacional de Cinema de Łódź (Polònia), on es va graduar el 1972. És germà del director Mostafa Derkaoui i oncle del director de fotografia Kamal Derkaoui. Al seu retorn al Marroc, es va convertir en un dels directors de fotografia més reconeguts de la professió. Com a tal, ha treballat en una trentena de llargmetratges, nombrosos curtmetratges i documentals, així com en diverses pel·lícules per a televisió, telenovel·les i programes culturals.

## Filmografia

### Director[7][8]
- 1984: Le Jour du forain
- 1998: Rue le Caire
- 2009: Chroniques blanches
- 2010: Les Enfants terribles de Casablanca
- 2014: Les griffes du passé

### Director de fotografia[7][4][9]
- 1974 : De quelques évènements sans signification[10][11]
- 1978 : Les cendres du Clos
- 1979 : Deux moins un
- 1981 : Les beaux jours de Chahrazade
- 1981 : Annoûra ou Le jour du forain
- 1982 : Des pas dans le brouillard
- 1983 : Cauchemar
- 1983 : Titre provisoire
- 1984 : Les Immigrés
- 1989 : Fiction première
  - Un amor en Casablanca
  - Le marteau et l'enclume
- 1990 :La fête des autres
  - Chronique d’une vie normale
- 2008: Itto titrit